# Niccolò Antonio Colantonio
Niccolò Antonio Colantonio zw. Colantonio (ur. ok. 1420 w Neapolu, zm. 1460) – włoski malarz, nauczyciel Messiny.
Prawdopodobnie był uczniem flamandzkiego miniaturzysty Barthélemy’ego d’Eycka z Liège, sprowadzonego do Królestwa Neapolu przez mecenasa sztuki, księcia Prowansji René I Andegaweńskiego. Na dworze królewskim przebywał jedynie cztery lata. W 1442 roku na tronie Neapolu zasiadł Alfons V Aragoński, który otaczał się artystami hiszpańskimi. Mieszanka stylów flamandzko-francusko-katalońskich miała wpływ na twórczość malarską Colantonio. Wpływy te widoczne są w dwóch tablicach, jedynych ocalałych dziełach artysty o udokumentowanych atrybucjach, przeznaczonych jako nastawy ołtarzowe: Święty Hieronim w pracowni z 1444 roku i  Święty Franciszek wręczający regułę zakonną z 1445. Na pierwszej widoczne są wpływy flamandzkie, przejawiające się głównie w dbałości o szczegóły; na drugiej można dojrzeć cechy szkoły hiszpańskiej. Obie tablice znajdują się w neapolitańskim Museo di Capodimonte.
Jego uczniami byli m.in. Antonello da Messina i Angiolillo Arcuccio.

## Obrazy
- Święty Hieronim w pracowni –  1444, olej na desce, 151 × 178, Museo di Capodimonte
- Święty Franciszek wręczający regułę zakonną –  1445, 176 × 150 cm, Museo di Capodimonte
- Ołtarz św. Wincentego Ferrier –  kościół San Pietro Martire (autorstwo przypisywane na zasadzie analogii stylistycznych)[1]
- Złożenie do grobu – San Domenico Maggiore (autorstwo przypisywane na zasadzie analogii stylistycznych)